# Friederike Hofmann (Schauspielerin)
Friederike Hofmann (* 27. April 1978 in Bergisch Gladbach) ist eine deutsche Moderatorin und Schauspielerin.

## Leben
Die Fernsehkarriere von Friederike Hofmann begann mit einem Gastauftritt in der Unterhaltungsserie Guten Morgen, Mallorca. Im Jahr 1996 bekam sie eine Nebenrolle in der Fernsehserie Unter uns als Patricia Hennemann. 1997 moderierte sie gemeinsam mit Siggi Kautz die Kindersendung Disney Club. Ab 1997 hatte sie mehrere Gastauftritte in der TV-Serie Der Fahnder. Die Dokuserie Rheinfeiern bei center.tv moderierte sie von 2007 bis 2008.